# Alnarpsströmmen

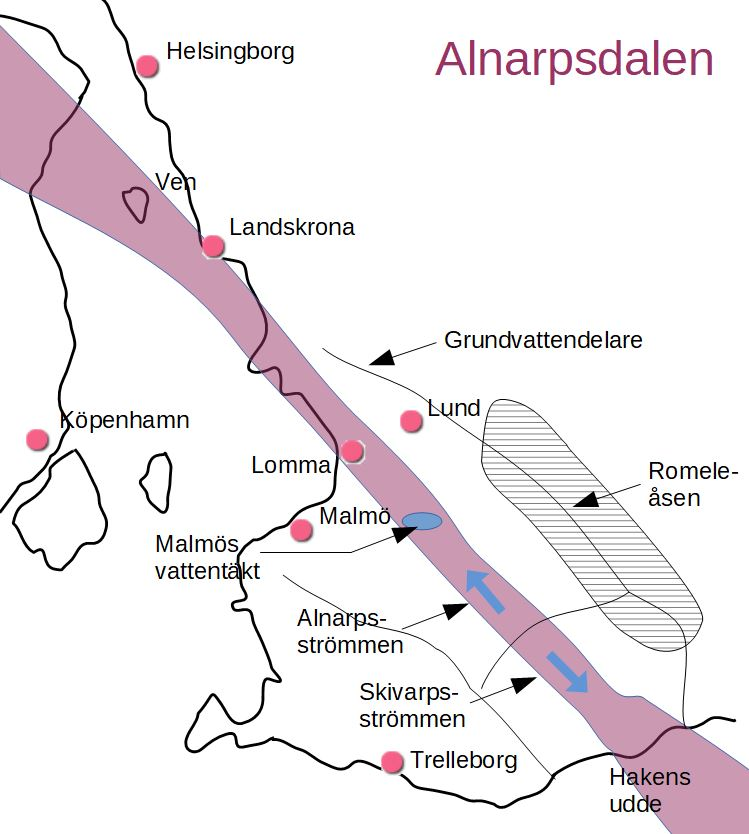
Alnarpsdalen med Alnarpsströmmen och Skivarpsströmmen

Alnarpsströmmen är en grundvattenförekomst i sydvästra Skåne. Den sträcker sig från trakten av Björkesåkrasjön åt nordväst ut mot Öresund. Den har sedan den upptäcktes i slutet av 1800-talet varit viktig för vattenförsörjningen i Malmö, Lund och närliggande samhällen.

## Alnarpsdalen
Alnarpsdalen, även kallad Alnarpssänkan, löper från Östersjön söder om Ystad över sydvästra Skåne, nordöstra Själland och ut i Kattegatt. Den är en fördjupning i kalkberget som uppkommit genom dalsänkning eller förkastning, Alnarpsdalen har en bredd av 5–6 km och dess botten ligger cirka 65 meter under havsytans nivå. Den är helt igenfylld och syns inte från markytan. I dalens botten finns här och var ett tunt lager av sand, grus och sten. Ovanför finns 30–40 meter sand av preglacialt ursprung och överst 20–100 meter glacial, finkornig sand och lera. Alnarpsdalens högsta punkt finns 3 km söder om Björkesåkrasjön. Härifrån rinner vatten genom dalen åt nordväst, Alnarpsströmmen, och åt sydost, Skivarpsströmmen.

## Alnarpsströmmen

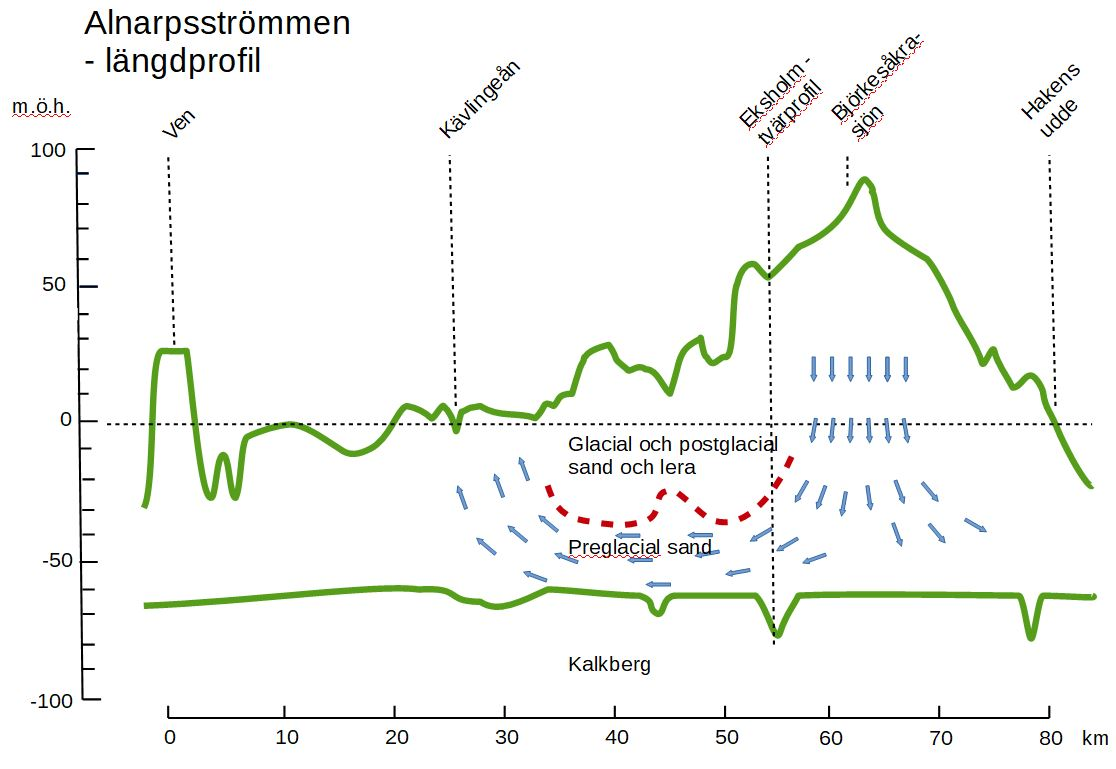
Alnarpsströmmen, längdprofil. Efter Greyerz (1937)

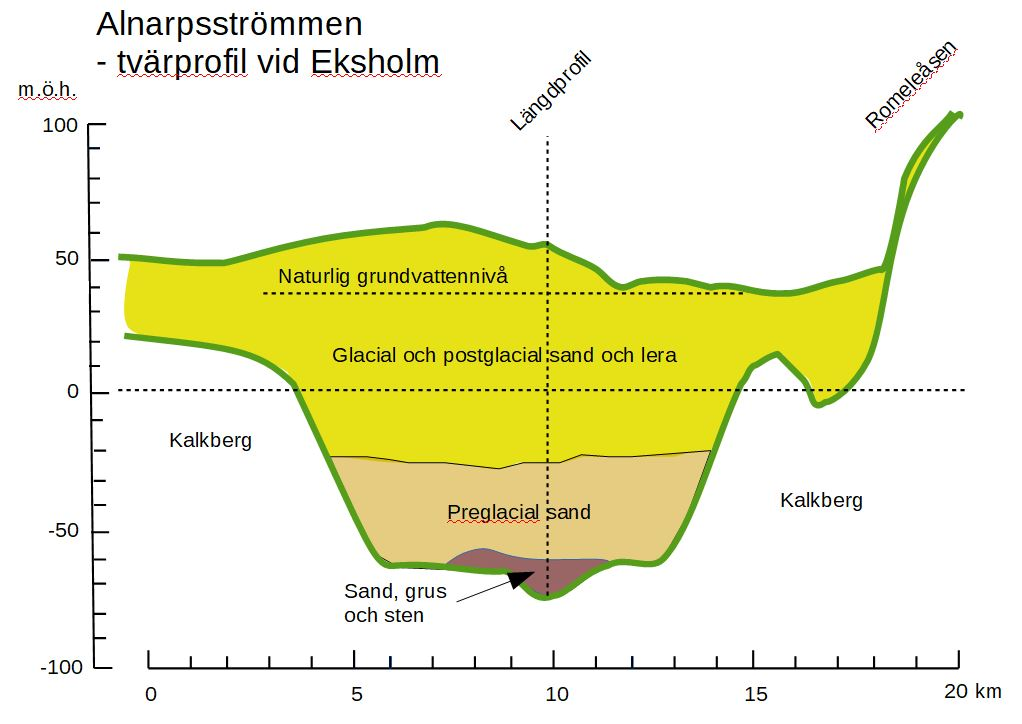
Alnarpsströmmen, tvärprofil vid Eksholm. Efter Greyerz (1937)

Med Alnarpsströmmen menas den akvifer som finns i Alnarpsdalen och i underliggande kalkberg och som rinner mot Öresund. Grundvattnet i Alnarpsströmmen utgörs av nederbörd som trängt ner i Alnarpsdalen genom ett stort infiltrationsområde med grovt grus väster om Romeleåsen. Det tar 70–80 år att sippra ner till berggrunden. De viktigaste grundvattenförande formationerna är de översta 10–20 m av kalkberget och de grövre sedimenten i Alnarpsdalens botten. Det översta skiktet i dalen har däremot låg genomsläpplighet av vatten. Det medför att på en sträcka av cirka 30 km rör sig grundvattnet som i ett slutet, sandfyllt rör med en bredd av 5–6 km. I själva Alnarpsströmmen rör sig vattnet mot Öresund med en hastighet av 10 meter per år. Eftersom infiltrationsområdet är beläget på högre höjd står vattnet i Alnarpsströmmen under tryck (det är artesiskt).

## Utnyttjande
Den stora grundvattentillgången i Alnarpsströmmen upptäcktes i slutet av 1800-talet. Den började tidigt att utnyttjas av enskilda, samhällen och industrier i Malmö-Lund-området. Under 1880-talet borrades ett stort antal djupa rörbrunnar av vilka många blev springbrunnar ”till ägarnes nytta och trevnad”. Grundvattnet stod ju under tryck och pressades därför uppåt så att en artesisk brunn bildades i röret.
1901 tog Malmö stad i bruk sin vattentäkt vid Grevie söder om Staffanstorp. De första åren fördes vattnet genom självtryck i en rörledning till Malmös vattenverk i Bulltofta. Den stora avledningen av vatten till Malmö gjorde dock att det artesiska vattenståndet (den nivå som vattnet skulle pressas upp till i ett rör från akviferen) sjönk och därmed också trycket. 1914 anlade man därför en pumpstation vid vattentäkten. 100 år senare omfattar vattentäkten vid Grevie ett trettiotal brunnar.
Lund anlade 1906 ett mindre vattenverk i Alnarpsströmmen strax söder om staden, vid Källby. 1921 tillkom en större anläggning i Prästberga nära Lomma. Anläggningen blev under många år Lunds huvudsakliga vattenkälla. Malmös och Lunds vattentäkter i Alnarpsströmmen var de klart största men det fanns också många mindre täkter som försåg andra orter, industrier och lantbruk med vatten.
Med tiden ökade förbrukningen av vatten och Alnarpsströmmen räckte inte till längre för att försörja Malmö och Lund. Nya källor togs i bruk – Vombsjön (1948), Ringsjön och Bolmen – men Malmös grundvattentäkt vid Grevie täcker ännu i början av 2000-talet 15–20 % av stadens behov av dricksvatten, cirka 300 liter/s dagtid. Även Skurups kommun får sitt vatten från Alnarpsströmmen.
Vattnet i Alnarpsströmmen håller en temperatur av 8–10 °C. Under senare delen av 1900-talet har det blivit vanligt att med hjälp av värmepumpar utnyttja detta vatten för uppvärmning av fastigheter. Alnarpsströmmens vatten har i viss liten utsträckning även kommit att användas för kylning på sommaren.